# Flenstofte
Flenstofte er en hovedgård på Fyn. I bevarede kilder nævnes Flenstofte første gang i 1295, men den er først oprettet som hovedgård i 1572. Gården ligger i Dreslette Sogn, Båg Herred, Assens Kommune. Hovedbygningen er opført i 1748 og ombygget i 1798.
Flenstofte Gods er på 221,8 hektar med Flædekærgård.

## Ejere af Flenstofte
- (1295-1330) Niels Hamundsen Litle
- (1330-1357) De Holstenske Grever
- (1357-1480) Kronen
- (1480-1493) Johan Wittekop Krummedige
- (1493-1502) Poul Laxmand
- (1502-1527) Kronen
- (1527-1530) Peder Laxmand
- (1530-1546) Else Poulsdatter Laxmand gift Gyldenstierne
- (1546-1557) Beate Pors gift Laxmand / Poul Pedersen Laxmand / Erik Pedersen Laxmand
- (1557-1604) Thale Holgersdatter Ulfstand gift Laxmand
- (1604-1648) Forskellige ejere
- (1648-1652) Corfitz Rosenkrantz
- (1652-1657) Anders Eriksen Bille
- (1657-1667) Sophie Rosenkrantz gift Bille
- (1667-1670) Slægten Bille
- (1670-1694) Anders Eriksen Bille
- (1694-1704) Adam Frederik Trampe
- (1704-1734) Sophie Amalie Adeler gift Trampe
- (1734-1735) Conrad Trampe
- (1735-1743) Sophie Hedvig Trampe / Frederikke Louise Trampe
- (1743-1780) Sophie Hedvig Trampe
- (1780-1797) Adam Frederik greve Trampe
- (1797-1799) Rasmus Rasmussen
- (1799-1820) Johan Christian Nielsen Ryberg
- (1820-1853) Den Danske Stat
- (1853-1858) Poul Frederik Jensen
- (1858-1889) Peder Nielsen Damsboe
- (1889-1901) Mette Eriksdatter gift Damsboe
- (1901-1916) Adolph Pedersen Damsboe
- (1916-1917) Enkefru Damsboe
- (1917-1923) Kay Beck
- (1923-1968) Carl C. Brandt
- (1968-2001) Kirsten Brandt
- (2001-) Arne Hviid